# Petit bleu de Gascogne
Pour les articles homonymes, voir Bleu de Gascogne.
Le petit bleu de Gascogne est une race de chiens, originaire de France. C'est un chien courant de taille moyenne, de construction équilibrée et distinguée, à la robe bleue marquées de noir et de feu. C'est un chien de chasse pour la chasse à tir et à courre, réputée pour le lièvre.

## Historique
Tous les chiens bleus de Gascogne sont issus de croisements d'anciens chiens courants français dont le chien de Saint-Hubert. Le grand bleu de Gascogne est cependant considéré comme le précurseurs des autres races bleues de Gascogne. 
Connue pour ses talents de chasse, cette race est une réduction volontaire du grand bleu de Gascogne, afin de l'adapter à la taille des petits gibiers tels que le lièvre par exemple. La race est assez bien répandue et représentée.

## Standard

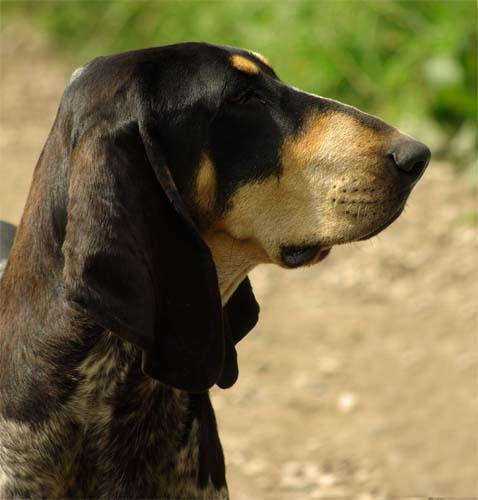
Profil d'un petit bleu de Gascogne. Sujet polonais.

Le petit bleu de Gascogne est un chien courant de taille moyenne, bien proportionné, d'allure distinguée. Le corps est massif et puissant. La queue fine atteint la pointe du jarret. Elle est portée en lame de sabre. La tête est plutôt de forme allongée, avec une large truffe noire aux narines bien ouvertes et des dents articulées en ciseaux. De forme ovale, les yeux sont bruns et d'expression douce. Les oreilles sont moyennement fines et papillotées.
Le poil est court, demi-gros et bien fourni. La robe est entièrement mouchetée de noir et blanc, donnant un reflet bleu ardoisé. Elle est marquée ou non de taches noires plus ou moins étendues. Deux taches noires sont généralement placées de chaque côté de la tête et couvrent les oreilles et le pourtour les yeux. Ces taches ne se rejoignent pas sur le sommet du crâne : une petite tache noire ovale se trouve fréquemment dans l'intervalle blanc. Deux marques feu plus ou moins vives sont placées au-dessus de l’arcade sourcilière. Des traces feu sont présentes aux joues, aux babines, à la face interne de l’oreille, aux membres et sous la queue.

Le bleu ardoisé peut être plus ou moins clair.
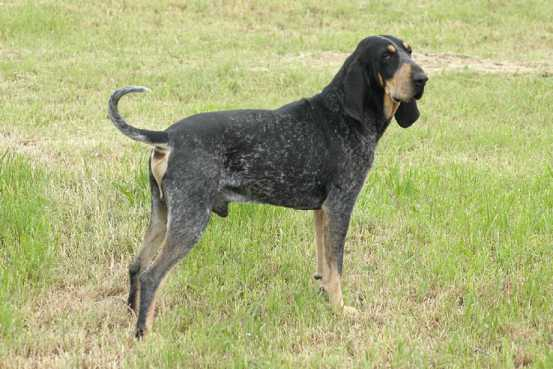
Mâle polonais gris ardoisé sombre, sans tache noire.
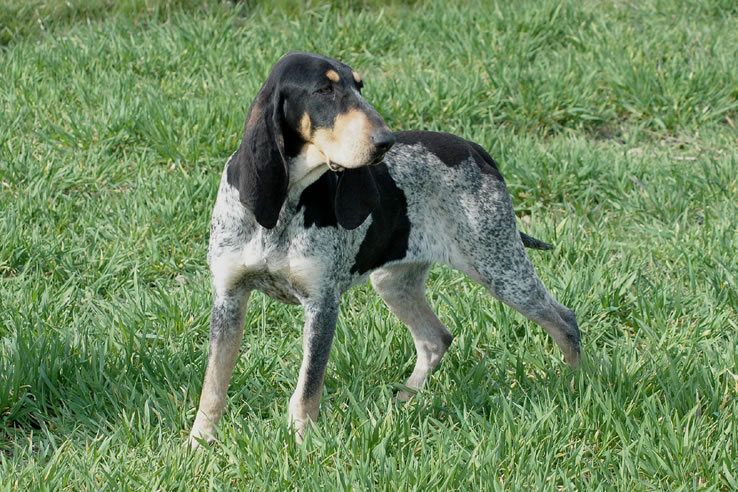
Mâle polonais gris ardoisé clair avec taches noires.

## Caractère

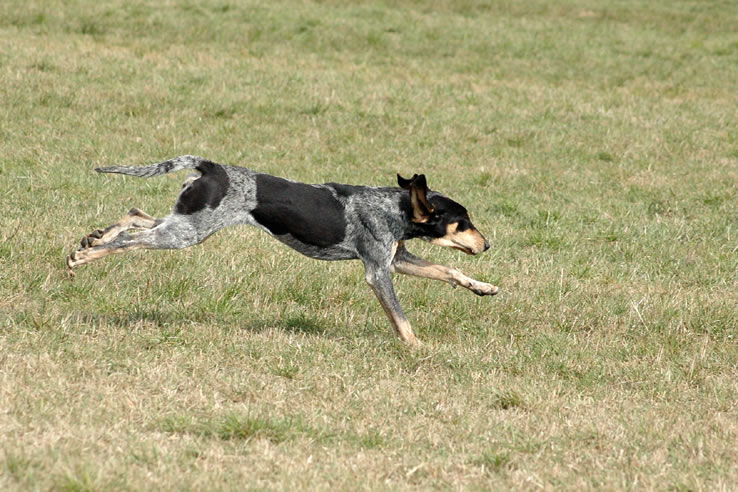
Le petit bleu de Gascogne a un caractère agréable, mais demande beaucoup d'exercice physique et de grands espaces.

Le petit bleu de Gascogne est décrit dans le standard de la Fédération cynologique internationale comme un chien appliqué dans sa façon de chasser, calme et affectueux. Les bleus de Gascogne en général sont considérés comme dociles et très attachés à leur maître, très doux avec les enfants et sociables avec les autres chiens.

## Utilité

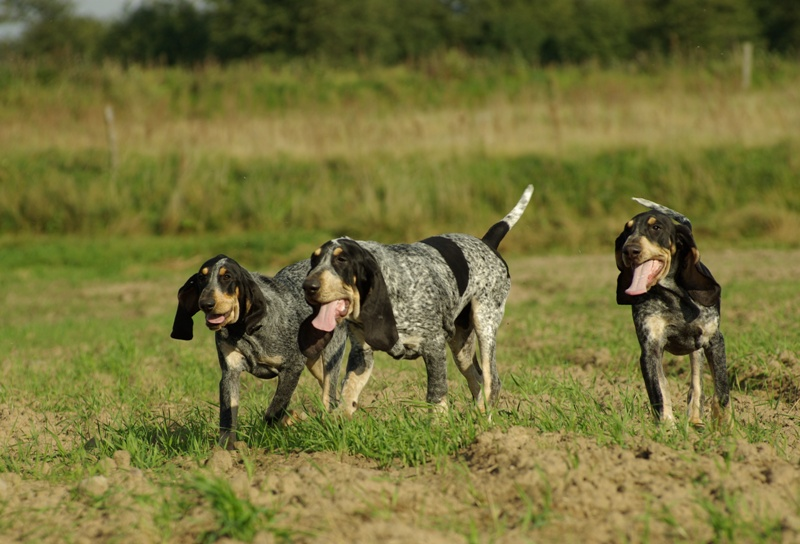
Le petit bleu de Gascogne est un chien qui s'ameute bien.

Le petit bleu de Gascogne est un chien de chasse polyvalent pour la chasse à tir ou à courre. Il est réputé pour la chasse au lièvre ou au renard, mais s'ameute facilement pour chasser le gros gibier. En effet, sa taille est adaptée aux petits gibiers mais aussi aux gros gibiers. De plus, il est doté d'une belle voix et d'un odorat fin.
Le caractère agréable du petit bleu de Gascogne peut en faire un bon chien de compagnie, toutefois, il est avant tout construit comme un chien de chasse et demande beaucoup d'activité physique et d'espace.

## Santé
La longévité moyenne est estimée à douze ans[réf. nécessaire].